# Хайдемари Стефанишин-Пайпър
Хайдемари Марта Стефанишин-Пайпър (на английски: Heidemarie Martha Stefanyshyn-Piper) е американска астронавтка.
Извършила е 2 космически полета с продължителност 27 денонощия 15 часа 36 минути и 12 секунди, изпълнила е 5 космически разходки с обща продължителност 33 часа 42 минути - второ постижение сред всички астронавтки.
Родена е на 7 февруари 1963 г. в Сейнт Пол, щата Минесота) в семейство на имигранти от Европа (с баща украинец и майка германка).

## Образование
- 1980 г. — в гр. Сейнт Пол, щата Минесота завършва средно училище (на английски: Derham Hall High School).
- 1984 г. — завършва Масачузетския технологичен институт и получава степен бакалавър, а през следващата година и степен магистър в областта на машиностроенето.

## Военна кариера
- През 1985 г. сключва договор с ВМС на САЩ и е изпратена в Панама Сити в щата Флорида за преминаване на подготовка в Учебния център за водолазни и спасителни операции (на английски: Naval Diving and Salvage Training Center).
- След завършване на учебния център, получава две специализации офицер-водолаз и офицер-спасител и започва служба на кораб.
- Хайдемари участва в разработката на плана за повдигане на подводницата на перуанските ВМС BAP Pacocha (SS-48), която потъва в резултат на сблъсък с японски траулер през август 1988 г. и работи на танкера Exxon Houston, който е блокиран на о. Оаху през март 1989 г.
- През септември 1994 г. получава назначение в Командването на ВМС.

## Кариера в НАСА
- На 1 май 1996 г. е зачислена в отряда на астронавтите на НАСА – 16-а група. След завършване на подготовката получава квалификацията специалист на мисията.

### Атлантис, мисияSTS-115
- На 27 февруари 2002 г. получава назначение като специалист на полета в екипажа на совалката Атлантис, мисия STS-115, старта на който е насрочен за пролетта на 2003 г. Във връзка с гибелта на совалката Колумбия полетът е отложен.
- От 9 до 21 септември 2006 г. извършва своя първи космически полет като специалист на полета "Атлантис STS-115". Става 445-ия човек и 279-ия астронавт на САЩ в космоса. Продължителността на полета е 11 денонощия 19 часа 6 минути 35 секунди. По време на полета Хайдемари изполнява две излизания в открития космос, заедно с астронавта Джоузеф Танър:
  - На 12 септември 2006 — са проведени работи по монтаж на станцията на сегменти на фермени конструкции P3 и P4 със слънчеви батерии; продължителността на излизането е 6 часа 26 минути.
  - На 15 септември 2006 – са продължени работите по въвеждане в експлоатация на новите слънчеви батерии. Астронавтите също така демонтирали експериментални образци на външната повърхност на станцията, монтирали нова антена за предаване на телевизионно изображение и демонтирали от сегмента S1 старата, излязла от строя антена; продължителността на излизането е 6 часа 42 минути.

### Индевър, мисияSTS-126
- На 1 октомври 2007 г. получава назначение като специалист на полета в екипажа на освалката Индевър, мисия STS-126.
- От 15 ноември до 30 ноември 2008 г. извърва втория си космически полет като специалист на полета "Индевър STS-126". Продължителността на полета е 15 денонощия 20 часа 30 минути 34 секунди. По време на полета Хайдемари прави три излизания в открития космос, 1 и 3 заедно с астронавта Стивън Боуен, а второто заедно с астронавта Робърт Кимбро. Основните работи, извършени по време на излизанията са свързани с обслужването на възела SARJ (от на английски: Solar Alpha Rotary Joint):
  - 18 ноември 2008 – продължителност на излизането 6 часа 52 минути.
  - 20 ноември 2008 – продължителност на излизането 6 часа 45 минути.
  - 22 ноември 2008 – продължителност на излизането 6 часа 57 минути.

| Космически полети на Хайдемари Стефанишин-Пайпър                   | Космически полети на Хайдемари Стефанишин-Пайпър | Космически полети на Хайдемари Стефанишин-Пайпър | Космически полети на Хайдемари Стефанишин-Пайпър | Космически полети на Хайдемари Стефанишин-Пайпър |
| №                                                                  | Дата                                             | КК                                               | Функции                                          | Продължителност                                  |
| ------------------------------------------------------------------ | ------------------------------------------------ | ------------------------------------------------ | ------------------------------------------------ | ------------------------------------------------ |
| 1                                                                  | 9 септември 2006                                 | „Атлантис“, мисия STS-115                        | Специалист на полета                             | 11 дни 19 часа 6 мин 35 сек.                     |
| 2                                                                  | 15 ноември 2008                                  | „Индевър“, мисия STS-126                         | Специалист на полета                             | 15 денонощия 20 часа 30 мин 34 сек.              |
| Сумарно време в космоса – 27 денонощия 15 часа 37 минути и 45 сек. |                                                  |                                                  |                                                  |                                                  |

## Награди
- Орден „Княгиня Олга“ – III степен (Украйна, 1 февруари 2007 г.)[1]